# Phorinia pruinovitta
Phorinia pruinovitta là một loài ruồi trong họ Tachinidae.